# Norra Bro
Norra Bro est une localité de Suède dans la commune d'Örebro située dans le comté d'Örebro.
Sa population était de 891 habitants en 2019.